# Pombos
Ne doit pas être confondu avec Pombo.
Pombos est une municipalité brésilienne située dans l'État du Pernambouc.